# 1953 en Bretagne
 Chronologie de la Bretagne
- 1949
- 1950
- 1951
- 1952
- 1953
- 1954
- 1955
- 1956
- 1957

Cette page recense des événements qui se sont produits durant l'année 1953 en Bretagne.

## Société

### Naissances
- Jean-Guy Le Floc'h, patron d'Armor Lux
- Dédé Jézéquel, musicien du bagad Kemper

- 17 avril à Brest : Christian Houdet, général de brigade de l'armée de terre française.

## Culture
- Création de la Kerlenn Pondi à Pontivy[1]
- Création du Bagad Saint-Nazaire[2]
- Création du Bagad Boulvriag de Bourbriac[3]
- Création du Bagad de Ploërmel, la Kevrenn Blouarzel[4]
- Création du Bagad de Rennes, la Kevrenn Roazhon en octobre[5]
- Création du chœur d'hommes Korrigans d'Arvor par René Abjean[6]
- Création de la Telenn gentañ, prototype de harpe celtique construit par Jord Cochevelou, père d'Alan Stivell[7]

## Sport
- Louison Bobet remporte le Tour de France 1953[8].